# Markovice (Chrudim)
Markovice (německy Markowitz) jsou vesnice, která je součástí města Chrudim, konkrétně části Chrudim IV ve stejnojmenném okrese v Pardubickém kraji. Jižně od vesnice vede silnice I/17. Ve vesnici leží kostel svatého Marka. Ve vesnici nalezneme také hřiště a prodejnu potravin. V současnosti se zde staví nové rodinné domy. Vesnice je s městem spojena autobusovou linkou číslo 3.

## Historie
Při sčítání lidu v letech 1850–1964 Markovice byly osadou obce Třibřichy v okrese Chrudim. V letech 1964–1974 byly osadou obce Dřenice-Třibřichy v okrese Chrudim. Od 1. ledna 1974 do 31. prosince 1974 byly částí obce Bylany v okrese Chrudim. Evidenční část obce byla zrušena 1. ledna 1975.

## Pamětihodnosti
- Kostel svatého Marka